# Xavier Cooks
Xavier Cooks (Ballarat, 19 de agosto de 1995) é um jogador australiano de basquete profissional que atualmente joga no Washington Wizards da National Basketball Association (NBA).
Ele jogou basquete universitário pela Universidade Winthrop, onde foi nomeado o Jogador do Ano da Big South Conference em 2018. Em 2022, ele ajudou o Sydney Kings a ser campeão da NBL enquanto era o MVP da Grande Final. Em 2023, ele foi nomeado o MVP da NBL e ganhou seu segundo título consecutivo da competição.

## Primeiros anos
Cooks nasceu em Ballarat, Victoria. Ele cresceu em Wollongong, New South Wales, e frequentou o Holy Spirit College.
Em 2013, Cooks jogou pelo Illawarra Hawks na Waratah League. No ano seguinte, ele se mudou para Canberra e jogou pelo Australian Institute of Sport na South East Australian Basketball League (SEABL).

## Carreira universitária
Cooks se mudou para os Estados Unidos em 2014 para jogar basquete universitário na Universidade Winthrop. Ele escolheu Winthrop e rejeitou as ofertas de algumas universidades incluindo UC Santa Barbara e Maine.

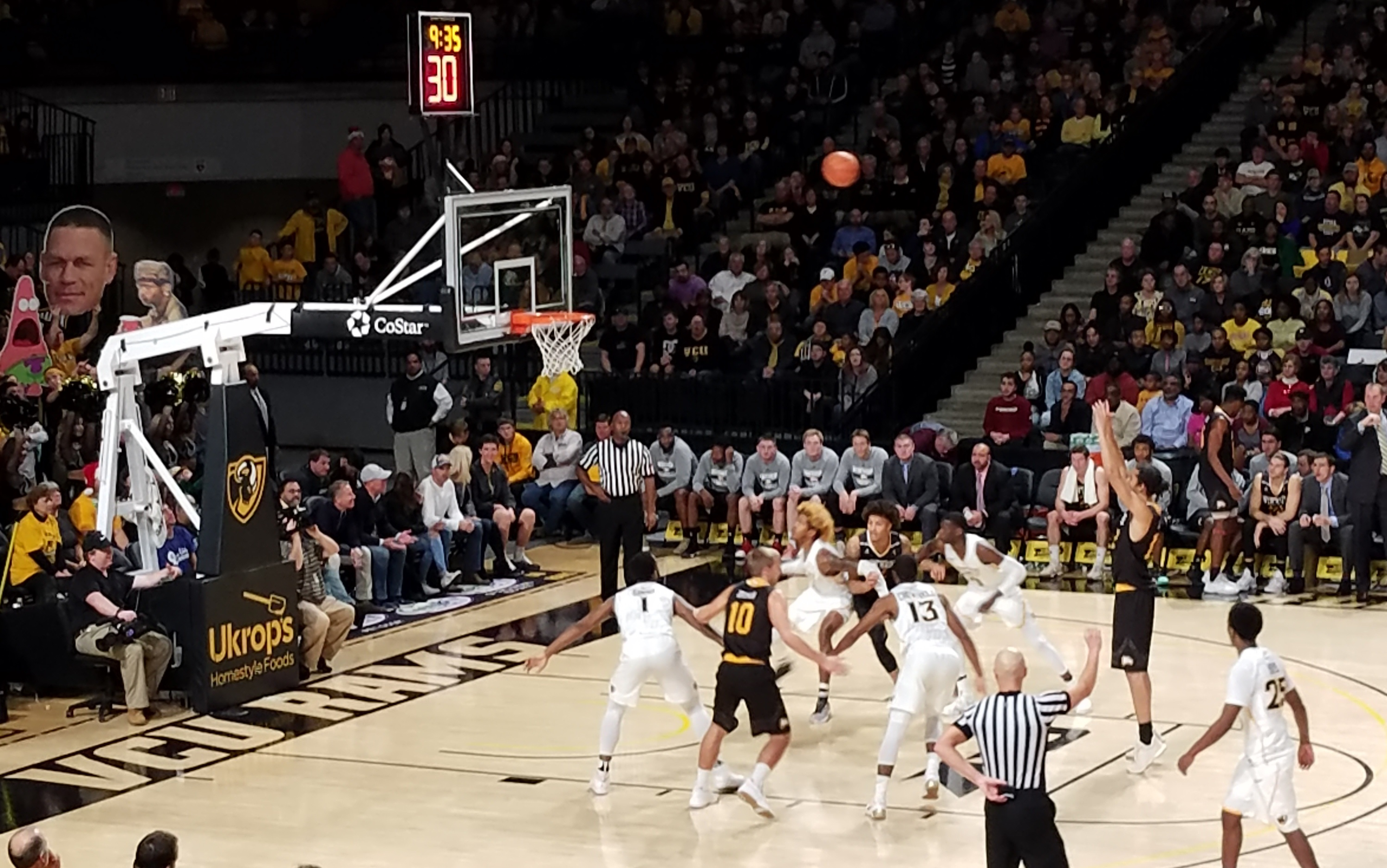
Cooks acertando um lance livre em 2017

Como calouro em 2014-15, Cooks foi nomeado para a Equipe de Calouros da Big South Conference. Em seu segundo ano, ele foi selecionado para a Segunda-Equipe da Big South.
Em sua terceira temporada, Cooks foi selecionado para a Primeira-Equipe da Big South. Ele ajudou a equipe a vencer o Torneio da Big South. Em 15 de fevereiro de 2017, ele registrou o primeiro jogo de 20 pontos e 20 rebotes de Winthrop desde 2003.
Em sua última temporada, Cooks foi novamente nomeado para a Primeira-Equipe da Big South e foi eleito o Jogador do Ano da Big South. Durante a temporada, ele se tornou o maior reboteiro de todos os tempos de Winthrop.
Em 2020, Cooks foi eleito para a equipe da década da Big South (2010–19).

## Carreira profissional

### s. Oliver Würzburg (2018–2019)
Depois de não ter sido selecionado no draft da NBA de 2018, Cooks se juntou ao Golden State Warriors para a Summer League de 2018. Ele jogou pelo S.Oliver Würzburg na Alemanha em 2018–19 e depois se juntou ao Phoenix Suns para a Summer League de 2019.
Cooks inicialmente assinou com o time francês Strasbourg para a temporada de 2019-20, mas saiu devido a uma lesão.

### Sydney Kings (2019–2023)
Em 27 de novembro de 2019, Cooks assinou com o Sydney Kings da NBL. Após a temporada de 2019-20, Cooks desistiu de seu acordo e, em seguida, assinou novamente com os Kings para a temporada de 2020-21. Ele teve médias de 10,3 pontos, 5,1 rebotes e 2,5 assistências em sua segunda temporada com os Kings.
Em 30 de junho de 2021, Cooks assinou novamente com os Kings para a temporada de 2021–22. Ele ajudou os Kings a vencer a NBL de 2022 enquanto era MVP da Grande Final.
Em 18 de maio de 2022, Cooks assinou com o Wellington Saints pelo resto da temporada de 2022 na Nova Zelândia. Ele ganhou o MVP da liga.
Em 22 de junho de 2022, Cooks assinou novamente com os Kings em um contrato de três anos. Em 29 de janeiro de 2023, ele registrou 16 pontos, 10 rebotes e 10 assistências na vitória por 111–106 sobre o South East Melbourne Phoenix, marcando o primeiro triplo-duplo da liga desde 2021 e o primeiro de um jogador de Sydney desde Dontaye Draper em 2008. Ele ganhou o Prêmio de MVP da NBL na temporada de 2022–23 e ajudou os Kings a ganhar o bi-campeonato. Ele terminou a temporada com médias de 14,5 pontos, 7,6 rebotes e 3,6 assistências.

### Washington Wizards (2023–Presente)
Em 17 de março de 2023, Cooks assinou um contrato de 4 anos e US$6 milhões com o Washington Wizards da National Basketball Association (NBA). No dia seguinte, ele fez sua estreia na NBA e registrou dois rebotes em cinco minutos contra o Sacramento Kings.

## Carreira na Seleção
Em 2017, Cooks foi nomeado para o time australiano "Emerging Boomers" para a disputa da Universíada de Verão.
No início de agosto de 2019, Cooks foi chamado para a seleção australiana que iria disputar a Copa do Mundo de 2019. No entanto, uma semana depois, ele foi forçado a desistir da competição devido a uma lesão no joelho sofrida durante os treinos.

## Estatísticas da carreira

### Universitário
| Ano      | Equipe   | PJ  | PT  | MPJ  | AP   | 3P   | LL   | RT  | AS  | BR  | TO  | PPJ  |
| -------- | -------- | --- | --- | ---- | ---- | ---- | ---- | --- | --- | --- | --- | ---- |
| 2014-15  | Winthrop | 32  | 28  | 25.8 | .536 | .188 | .614 | 6.1 | 1.5 | .8  | 1.5 | 7.8  |
| 2015-16  | Winthrop | 32  | 32  | 27.6 | .518 | .394 | .765 | 7.1 | 1.8 | .8  | 1.7 | 14.7 |
| 2016-17  | Winthrop | 33  | 31  | 29.0 | .488 | .349 | .698 | 9.1 | 2.8 | .9  | 1.7 | 16.5 |
| 2017-18  | Winthrop | 30  | 29  | 29.8 | .504 | .318 | .669 | 8.8 | 3.6 | 1.0 | 2.1 | 17.2 |
| Carreira | Carreira | 127 | 120 | 28.0 | .511 | .312 | .686 | 7.7 | 2.4 | .8  | 1.7 | 14.0 |

Fonte:

## Vida pessoal
Cooks é filho de Eric e Josie. Seu pai é um expatriado afro-americano que se naturalizou cidadão australiano. Ele jogou basquete universitário no Saint Mary's College of California, antes de se mudar para a Austrália para seguir uma carreira profissional. Ele tem dois irmãos, Georgia e Dominique. Seu irmão também era jogador de basquete.